# Χ́
Cette page contient des caractères spéciaux ou non latins. S’ils s’affichent mal (▯, ?, etc.), consultez la page d’aide Unicode.
Le chi tonos, χ́, est une lettre grecque additionnelle utilisée par certains auteurs dans l’écriture du grec chypriote.

## Utilisation
En grec chypriote, le chi tonos ‹ χ́ › est utilisé pour représenter une consonne fricative alvéolo-palatale voisée [ɕ],.

## Représentations informatiques
Le chi tonos peut être représente avec les caractères Unicode suivants (grec et copte, diacritiques):
| formes    | représentations | chaînes de caractères | points de code | descriptions                                   |
| --------- | --------------- | --------------------- | -------------- | ---------------------------------------------- |
| capitale  | Χ́               | Χ◌́                    | U+03A7 U+0301  | lettre majuscule grecque chi diacritique tonos |
| minuscule | χ́               | χ◌́                    | U+03C7 U+0301  | lettre minuscule grecque chi diacritique tonos |